# Al Shean
Al Shean, nato  Abraham Elieser Adolph Schönberg (Dornum, 12 maggio 1868 – New York, 12 agosto 1949), è stato un attore tedesco naturalizzato statunitense, noto nel genere teatrale vaudeville come Shean, membro del duo Gallagher and Shean.

## Biografia
Figlio di un prestigiatore, Al Shean nacque in Prussia, da una famiglia israelita. Sua sorella Minnie sposò Sam "Frenchie" Marx e dal matrimonio nacquero i fratelli Marx.

## Spettacoli teatrali
- Ziegfeld Follies of 1922 (Broadway, 5 giugno 1922 -23 giugno 1923)

## Filmografia
- Chills and Fever, regia di Arch Heath (1930)
- Musica nell'aria (Music in the Air), regia di Joe May (1934)
- Symphony of Living, regia di Frank R. Strayer (1935)
- Sweet Music, regia di Alfred E. Green (1935)
- Il sapore di un bacio (Traveling Saleslady), regia di Ray Enright (1935)
- Springtime in Holland, regia di Ralph Staub (1935)
- Page Miss Glory, regia di Mervyn LeRoy (1935)
- It's in the Air, regia di Charles Reisner (1935)
- Hitch Hike to Heaven, regia di Frank R. Strayer (1936)
- At Sea Ashore, regia di William H. Terhune (1936)
- Desiderio di re (The King Steps Out), regia di Josef von Sternberg (1936)
- The Law in Her Hands, regia di William Clemens (1936)
- San Francisco, regia di W.S. Van Dyke II (1936)
- The Road Back, regia di James Whale (1937)
- It Could Happen to You!, regia di Phil Rosen (1937)
- Il prigioniero di Zenda (The Prisoner of Zenda), regia di John Cromwell e W.S. Van Dyke (1937)
- Vivi ama e impara (Live, Love and Learn), regia di George Fitzmaurice (1937)
- Samoa (52nd Street), regia di Harold Young (1937)
- Rosalie, regia di W.S. Van Dyke (1937)
- Tim Tyler's Luck, regia di Ford Beebe, Wyndham Gittens (1937)
- L'amico pubblico n° 1 (Too Hot to Handle), regia di Jack Conway (1938)
- Il grande valzer (The Great Waltz), regia di Julien Duvivier, Victor Fleming, Josef von Sternberg (1938)
- Broadway Serenade, regia di Robert Z. Leonard (1939)
- Joe and Ethel Turp Call on the President, regia di Robert B. Sinclair (1939)
- Alla ricerca della felicità (The Blue Bird), regia di Walter Lang (1940)
- Friendly Neighbors, regia di Nick Grinde (1940)
- Le fanciulle delle follie (Ziegfeld Girl), regia di Robert Z. Leonard, Busby Berkeley (1941)
- Love in Gloom, regia di Jules White (1941)
- The Daughter of Rosie O'Grady, regia di Jean Negulesco (1942)
- Tish, regia di S. Sylvan Simon (1942)
- Il pazzo di Hitler (Hitler's Madman), regia di Douglas Sirk (1943)
- L'incubo del passato (Crime Doctor), regia di Michael Gordon (1943)